# Леонард Рейфель
Леонард Рейфель (англ. Leonard Reiffel народився 30 вересня 1927) — американський фізик, письменник і педагог. Народився в Чикаго. Він співпрацював з Енріко Фермі, Карлом Саганом та членами операції «Скріпка».
Рейфель також працював у НАСА та Іллінойському технологічному інституті, і отримав премію Пібоді за його роботу на радіо над програмою The World Tomorrow. Наразі Рейфель має більше п'ятдесяти різних патентів на свої винаходи.

## Біографія
Леонард Рейфель народився в Чикаго 30 вересня 1927 року. Його батьком був Карл Рейфель (англ. Carl Reiffel).